# L.A. Confidential (livro)
L.A. Confidential é uma novela de autoria do escritor estadunidense James Ellroy, do gênero neo-noir, lançada em 1990. É o terceiro livro da série L.A. Quartet.

## Sinopse
A história gira em torno de um grupo de policiais do Departamento de Polícia de Los Angeles, no começo dos anos 50, que se envolvem em uma mistura de sexo, corrupção e um assassinato, seguintes à uma assassínio em massa no café Nite Owl. A história também envolve o crime organizado, corrupção política, tráfico de heroína, pornografia, prostituição, racismo e Hollywood.

## Adaptação para o cinema
Em 1997 o filme foi adaptado para o cinema, sendo lançado homonimamente, com direção de Curtis Hanson, estrelando Kevin Spacey, Russell Crowe, Guy Pearce, James Cromwell, Kim Basinger e Danny DeVito.